# Abraça'm fort
Abraça'm fort (originalment en francès, Serre Moi Fort) és una pel·lícula francesa del 2021 escrita i dirigida per Mathieu Amalric, basada en l'obra Je Reviens de Loin de Claudine Galea. És protagonitzada per Vicky Krieps com a Clarisse, una dona que abandona el seu marit i els seus fills. S'ha subtitulat al català.
Segons el director Mathieu Amalric, la pel·lícula es va rodar en segments amb mesos de diferència per tal de capturar diverses temporades. El rodatge va acabar el febrer de 2020.
La pel·lícula es va projectar el 14 de juliol de 2021 al Festival de Canes de 2021, i es va estrenar als cinemes de França el 8 de setembre de 2021.

## Premissa
Una dona fuig de la seva família, obligant el seu marit a tenir cura dels fills que ha deixat.

## Repartiment
- Vicky Krieps com a Clarisse
- Arieh Worthalter com a Marc, el marit de la Clarisse
- Anne-Sophie Bowen-Chatet com a Lucie, filla de la Clarisse i d'en Paul
- Sacha Ardilly com a Paul, fill de la Clarisse i d'en Paul